# Sant’Angela Merici (Rom)

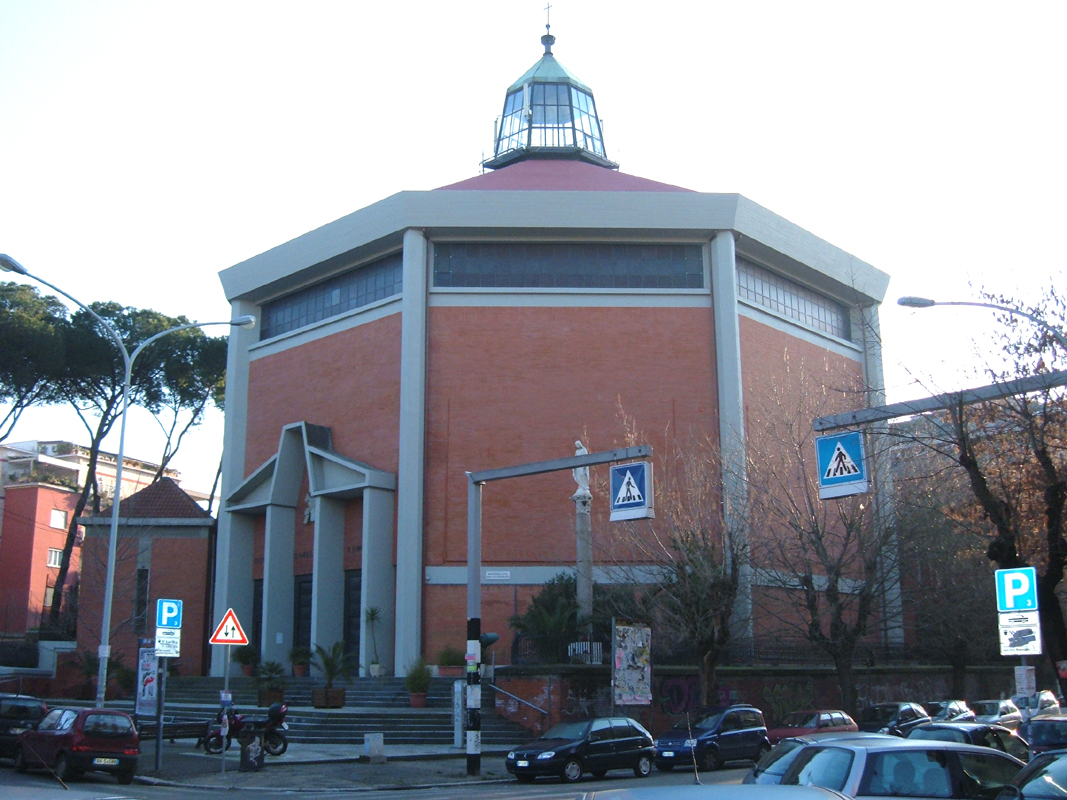
Sant’Angela Merici

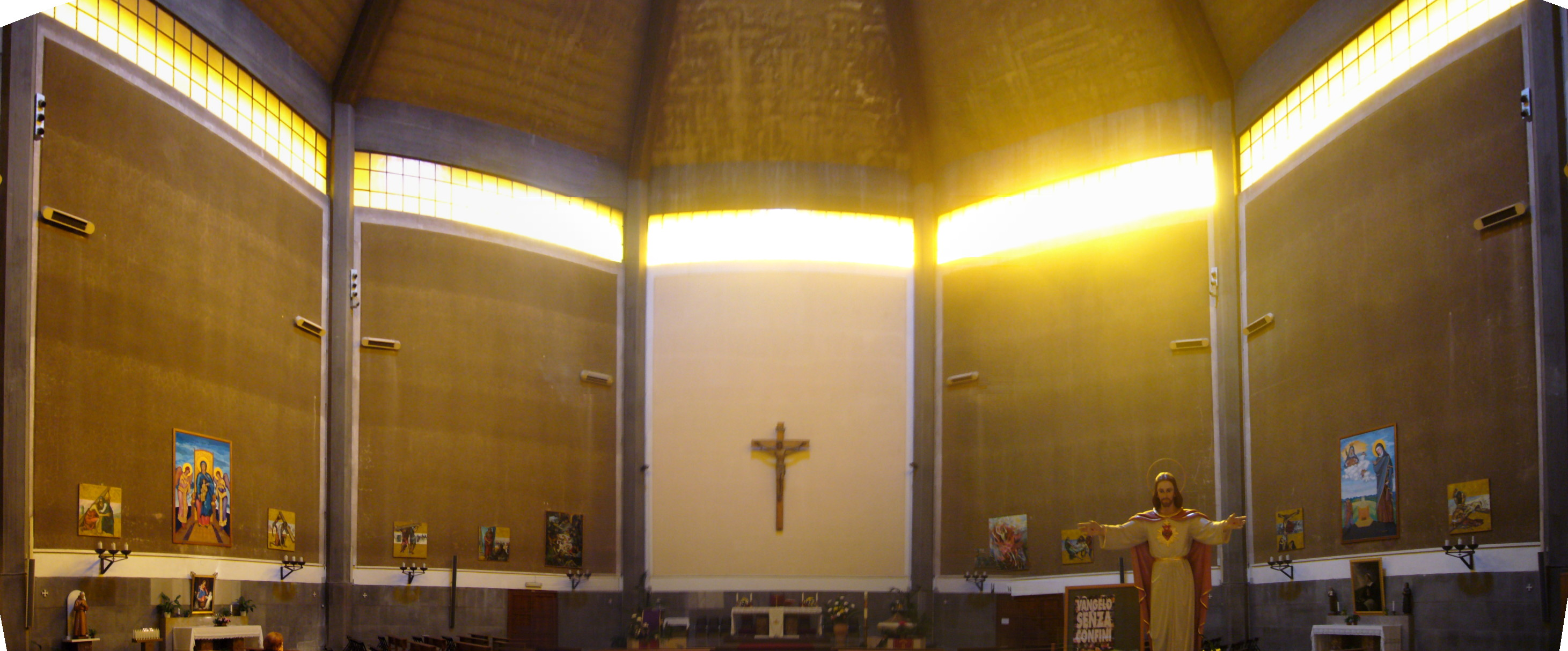
Sant’Angela Merici, Inneres

Die Titelkirche Sant’Angela Merici ist eine römische Kirche in der Via di Sant’Angela Merici im Stadtteil Nomentano.
Die Kirche wurde 1967 geweiht und ist der Heiligen Angela Merici gewidmet.

## Architektur
Die Kirche ist ein achteckiges Gebäude aus rotem Backstein mit Stahlbetonrippen. Das Dach überragt eine mit Kupfer gedeckte gläserne Laterne, unter dem Gesims verläuft rundum ein Glasband zur Belichtung des Raumes, das lediglich durch die Betonstützen unterbrochen ist. Der Haupteingang wird über eine breite zweiteilige Treppe mit fünf und sechs Stufen erreicht; er wird durch das Wappen von Papst Paul VI. sowie die Widmungsinschrift bekrönt: „DOM in hon. St. Angela Merici Angelae A.D. MCMLXVII“.

## Innenausstattung
Das Innere der Kirche ist in einfachen Formen gehalten. Es gibt eine Seitenkapelle, in der sich ein Kruzifix und zwei Malereien befinden, von denen die eine die Beweinung Christi und die andere das Letzte Abendmahl darstellt.

## Kardinalpriester
- Fernando Sebastián Aguilar CMF, 22. Februar 2014 – 24. Januar 2019
- Sigitas Tamkevičius SJ, seit 5. Oktober 2019